# История сыроделия в России
История сыроделия в России — Основные этапы становления и развития сыродельной отрасли России, от первых упоминаний до промышленного производства в настоящее время.

## Первые упоминания (XI век)
Историки находят упоминание о сыре в старинных русских рукописях, например, в «Русской правде». А в знаменитом памятнике русской литературы «Домострой» упоминается не только сам продукт под названием «сыр», но и связанные с ним обряды, например, «разламывание сыра» на свадьбе. К примеру, в главе «Свадебный чин» сказано: «И пока начнёт сваха князю и княгине волосы зачёсывать, в те поры бы дружка сыр ломал да караваи резал». Упоминается сыр и в перечне продуктов, приготовляемых в домашнем хозяйстве: «а у доброй жены Бог пошлёт приплоду побольше у свиней и у гусей, у кур и у уток, и у коров молока и сметаны, масла и сыра». Всё это говорит о том, что сыр был известен на Руси весьма широко и так же широко доступен.

## Петровские времена (XVII век)
Появлением в рационе россиян твёрдых сычужных сыров, как и многими другими новшествами, мы обязаны Петру I. Из своего знаменитого путешествия в Голландию, которое молодой царь совершил в 1697—1698 гг., он привёз множество иностранных специалистов, которых намеревался сделать наставниками русских мастеров: корабелов, оружейников, военных, даже пивоваров. Прибыли в Россию и несколько сыроделов, с помощью которых будущий император надеялся, по-видимому, сделать твёрдый сыр для россиян таким же привычным продуктом, каким он уже тогда был для голландцев..

## Начало промышленного производства сыра (XVIII век)
На протяжении всего XVIII века твёрдые и полутвёрдые сыры продолжали оставаться продуктом кустарного изготовления, не подчинённого чётким промышленным стандартам предназначенными для внутреннего, домашнего пользования. Первую попытку поставить производство твёрдого сыра в России на промышленную коммерческую основу предпринял на рубеже XVIII—XIX вв. князь Иван Сергеевич Мещерский, владевший имением Лотошино, расположенным в тогдашней Тверской, а ныне Московской области и стоящим на волжском притоке, реке Лобь. Познакомившись во время путешествия по Европе со швейцарским сыроделом Йоганном Мюллером, князь пригласил его в Россию и при помощи иностранного мастера наладил в своём имении производство сыров по швейцарским рецептам. Впоследствии был разработан и сорт, адаптированный под местное сырьё, который князь назвал в свою честь «Мещерским».

## Первые сыроваренные артели и школы сыроделия (XIX век)
Первая крестьянская артельная сыроварня в селе Отроковичи была организована 19 марта 1866 года. В этом же году сыроваренный завод на артельных началах открылся в Видогощах, в семи верстах от Отроковичей, где вырабатывались голландский и швейцарский сыры. К 1870 году в Тверской губернии действовали уже 11 артельных сыроварен, созданных Н. В. Верещагиным.
Верещагин Николай Васильевич (1839 – 1907). Родился 13 октября (25 октября) 1839 года в деревне Пертовке Череповецкого уезда Новгородской губернии в семье помещика. Оставив в 1865 году военную службу, Н.В. Верещагин по совету младшего брата – художника В.В. Верещагина, посетил Швейцарию, Германию, Англию, Францию, Голландию, Данию и Швецию с целью изучения молочного дела.
Николай Васильевич Верещагин создал в России новую отрасль народного хозяйства - маслоделие и сыроварение. Деятельность его имела не столько коммерческий, сколько общественный характер. Заслуженно пользуясь безусловным доверием общества и правительства, Верещагин получил в виде разного рода выплат и кредитов большую часть всех государственных ассигнований, выделенных в 1871 - 1897 годах на развитие нарождающейся промышленности.
Большую помощь Верещагину в создании артельных сыроварен оказали Владимир Иванович Бландов и Григорий Александрович Бирюлев — сослуживцы Верещагина по флоту. Для изучения дела он посылает за свой счёт первого в Голландию, второго в Швейцарию. По их возвращении они втроём объезжают все уездные земские собрания в Ярославской губернии. Добиваются субсидий на устройство сыроварен в Вологодской и Новгородской губерниях. В 1870 году были организованы первые две артели в Ярославской губернии — в селах Палкино и Коприно Рыбинского уезда. В течение трёх лет с 1872 года в Ярославской губернии создано 17 сыроваренных артелей. По инициативе Николая Васильевича молочное производство на артельных началах стало развиваться также в Сибири и на Северном Кавказе. В 1906 году в горах Северного Кавказа действовало уже 10 артельных сыроварен.
В течение двух лет Н. В. Верещагин добивался создания в России школы по подготовке мастеров и специалистов-организаторов молочного хозяйства. Наконец, в 1871 году с разрешения Министерства Земледелия и Государственных Имуществ, в селе Едимоново Корчевского уезда Тверской губернии была открыта первая в России школа молочного хозяйства. Директором её был назначен Н. В. Верещагин.
В Едимоновскую школу принимались люди любого сословия. «Весь уклад школы выражался как бы в форме трудового братства, и первым братом каждому был сам Николай Васильевич. В час досуга, перед вечерней дойкой, выходили ученицы на широкое крыльцо своего общежития, садились и пели хоровые песни, к ним присоединялись ученики, и нередко можно было видеть и самого Николая Васильевича, иногда с супругой, присоседившихся на ступеньках крыльца и подпевавших хору. Кто не вспомнит этого открытого, выразительного, смелого, влекущего к себе лица Николая Васильевича, встречающего каждого каким-либо приветливым словом…».
Школа просуществовала до 1898 года, выпустив к этому времени около 1200 мастеров молочного хозяйства. Некоторые из них стали крупными специалистами, сыгравшими большую роль в развитии отечественного животноводства и молочного дела: А. А. Калантар, О. И. Ивашкевич, М. Н. Окулич, А. А. Попов и другие.
Развитие промышленного сыроделия вызвало необходимость научных исследований в этой области. В 1883 г. Калантар вместе с Верещагиным организовали при Едимоновской школе первую молочно-хозяйственную лабораторию, позднее реорганизованную в опытную станцию для научных исследований в области молочного дела, оснастив её лучшим по тому времени лабораторным оборудованием.
Как и в Верхневолжье, на Алтай сыроварение пришло ещё во времена Верещагина. В 1900 году здесь появилась первая сыродельня, на которой изготавливали сыр «Бакштейн», а через три года в крае началось производство «Швейцарского» и «Голландского» сыров. В 1913 году Сибирский союз маслодельных артелей закупил и доставил на Алтай оборудование для 20 сыроварен. Началось производство сыра «Чеддер», который не требовал сложных технологий и имел хороший спрос в Великобритании.

## Советский период (1917—1991 гг.)
После 1917 года сыроделие превращается в самостоятельную отрасль народного хозяйства, начинается её техническое перевооружение. К первой половине 20-х годов XX-го века в России действовало около 6500 кустарных и маслодельных и сыродельных заводов. Первые 10 механизированных заводов были построены в середине 20-х годов на Урале и в Сибири.
Для успешной работы молочная промышленность нуждалась в квалифицированных кадрах. Главной заслугой Калантара в организации подготовки специалистов было открытие первого в России учебного заведения для подготовки кадров высшей квалификации для молочной промышленности — Вологодского молочно-хозяйственного института (ныне Вологодская государственная молочно-хозяйственная академия). В 1917 году строительство главного здания института было закончено, и этот год можно считать началом учебной и исследовательской деятельности Института. Учебный завод Института по тем временам был крупным для России предприятием. На нём вырабатывали масло Вологодское, кисломолочные продукты, сгущённое и сухое молоко, сыры «Голландский» и «Бакштейн».
За годы деятельности Николая Верещагина были определены практически все основные сыродельные районы страны: Верхневолжье, Северный Кавказ, Закавказье, Алтай — именно с них и начался в советской стране новый виток в развитии отрасли. В Угличе в начале 1930-х гг. стартует строительство крупного паромеханического сыродельного завода мощностью на 5000 тонн молока в год. Руководил строительством «Ярославский Сыртрест», в те годы объединявший под своим началом многие предприятия молочной промышленности Ярославского края. Завод в Угличе решено было сделать опытно-экспериментальным (в 2023 году Угличский сыродельно-молочный завод), организовав на его базе научно-исследовательскую лабораторию, которую возглавил Дмитрий Анатольевич Граников. В 30-х годах с участием лаборатории разработана технология сыров «Советский», «Костромской», «Голландский круглый». Позднее разработана технология большинства сыров, вырабатываемых в достаточно крупных количествах в России: «Угличского»; «Российского»; «Пошехонского»; «Белого Десертного», «Пикантного»; «Бийского»; «Литовского» и «Прибалтийского»; «Волжского» и «Волховского»; «Айболит» и «Славянского»; сливочных сыров пяти наименований; многих видов рассольных сыров. За плечами у тридцатитрёхлетнего сыродела Граникова были уже очень серьёзные достижения, главное из которых — создание сыра, получившего название «Советский». К 1932 году, после выпуска первых партий нового сыра на Верх-Айском и Куяганском заводах, большинство алтайских сыроваренных предприятий было полностью переведено на выпуск сыра «Советский».
В СССР производство плавленых сыров впервые было организовано в 1934 году на Московском, а затем на Ленинградском и Ростовском заводах плавленых сыров.
В 1953 году научное обеспечение производства плавленых сыров было поручено Центральному научно-исследовательскому институту сыроделия в Угличе. И в результате первых исследований, проведённых здесь под руководством директора ЦНИИС Клавдии Сергеевны Лебедевой, вскоре были разработаны технологии плавленых сыров «Волжский», «С томатом», «С чесноком», «С тригонеллой», «Рокфор», которые существенно пополнили ассортимент советских торговых точек. А к середине 1960-х гг. в СССР вырабатывалось уже около 40 наименований различных плавленых сыров.
В 1970—1975 гг. Советский Союз уже занимал третье место в мире по производству сыров. Центры промышленного сыроделия: Алтайский, Краснодарский и Ставропольский края, Тверская, Ярославская и Костромская области.
В годы перестройки сыродельная отрасль России характеризовалась низкой конкурентоспособностью относительно стран с развитым сыроделием. Основными причинами данной ситуации являлись:
- спад производства молока-сырья,
- высокие цены на молоко при его низком качестве,
- высокая затратность сбора и транспортировки молока-сырья на молочные предприятия[8].

## Современность
Начиная с 1991 г. — вследствие падения «железного занавеса» — на прилавки российских магазинов хлынули сыры заграничных производителей. Импортная продукция стала занимать в товарном предложении почти половину ресурса. Россия вышла на первое место по объёму импорта сыра. Так, в 2013 году Россия закупила только в ЕС более 257 тыс. т. сыра, что соответствовало примерно трети европейского экспорта этого продукта.
Накануне вступления в ВТО (август 2012 г.) современным требованиям отвечали только 39 % сыродельных мощностей, оставшиеся 61 % нуждались в модернизации.
До введения санкций — июль 2014 г. — Россия импортировала сыр из 38 стран мира. После ответного введения эмбарго (август 2014 г.) под запрет попали поставки из 29 стран, что привело к сокращению объёма импорта сыров на 30 %. Введение санкций позитивно сказалось на темпах развития отечественного сыроделия и поднятия его на более высокий уровень. Ситуация в российском сыроделии резко оживилась.
В 2022 г. свыше 75 % произведённой продукции сыроделия имело российское происхождение, а потребление сыра превысило 6,5 кг на одного человека в год. В настоящее время на отечественном рынке представлено более 500 видов сыров, наибольшей популярностью из которых пользуются плавленые, полутвёрдые и твёрдые сорта, которые известны со времен СССР. По данным Росстата, средний темп роста потребления сыра в 2017—2021 гг. составлял 3 %. В 2022 г. сыры стали одним из основных молочных товаров, экспортируемых Россией за рубеж. По данным Россельхозбанка в 2022 году доля продукции в общем экспортном молочном товарообороте достигла 32 % в стоимостном выражении. Сегодня отечественные сыры поставляются в более чем 35 стран, включая такие страны дальнего зарубежья, как Китай и Монголия. Свыше половины экспортируемой продукции идет в Казахстан, около 13 % — в Белоруссию и 10 % — в Узбекистан. С 2012 по 2022 г. объёмы экспортных поставок сыра выросли в 2,5 раза.